# Akureyrarvöllur
Akureyrarvöllur – stadion multidyscyplinowy w Akureyri w Islandii, na którym swoje mecze ligowe gra sekcja piłkarska miejscowego klubu KA. Pojemność stadionu wynosi 1645 miejsc, w tym 715 miejsc jest siedziących.